# Узелус
Узелус (итал. Usellus) је насеље у Италији у округу Ористано, региону Сардинија.
Према процени из 2011. у насељу је живело 623 становника. Насеље се налази на надморској висини од 270 м.

## Становништво
Према резултатима пописа становништва 2011. у општини је живело 854 становника.
| 1931. | 1936. | 1951. | 1961. | 1971. | 1981. | 1991. | 2001. | 2011. |
| ----- | ----- | ----- | ----- | ----- | ----- | ----- | ----- | ----- |
| 1.154 | 1.246 | 1.354 | 1.389 | 1.281 | 1.172 | 993   | 933   | 854   |